# Josse De Rycke
Pour les articles homonymes, voir Derycke.
Josse De Rycke (en latin Justus Ryckius), né le 6 mai 1587 à Gand (Pays-Bas méridionaux) et mort à Bologne le 8 décembre 1627, est un prêtre flamand, linguiste, humaniste et antiquaire de renom.

## Biographie
Josse De Rycke naquit à Gand le 6 mai 1587. Ses parents cultivèrent ses dispositions avec le plus grand soin, et l’envoyèrent de bonne heure à Douai faire son cours de droit : mais il préférait à la jurisprudence les lettres et la poésie ; et, à l’âge de dix-neuf ans, il publia, sous le titre de Præludia poëtica, le Recueil des amusements de sa jeunesse. Il visita l’Italie, s’arrêta quelque temps à Rome, pour examiner en détail les restes d’antiquités, et sut profiter de son séjour dans la capitale du monde chrétien pour accroître ses connaissances par la fréquentation des savants et des littérateurs. Ses talents et la douceur de son caractère lui méritèrent l’amitié du comte Ludovico Sarego, noble véronais, qui le choisit pour secrétaire, et lui confia la garde de sa bibliothèque. Au bout de quelques années, Rycquius revint en Flandre, embrassa l’état ecclésiastique, et fut pourvu d’un canonicat de la collégiale de Saint-Bavon, à Gand. Malgré  les témoignages d’estime qu’il recevait de ses compatriotes, il regrettait toujours l’Italie ; et, cédant au désir de revoir encore une fois cette belle contrée, il repassa les Alpes, vers la fin de 1624. Accueilli par les amis qu’il avait laissés à Rome, il fut nommé, sur leur recommandation, professeur à l’Université de Bologne. Il prit possession de sa chaire, en 1627, par un discours qui fut très-applaudi ; mais il tomba malade peu de jours après, et mourut, le 8 décembre de la même année, à l’âge de quarante ans.

## Œuvres

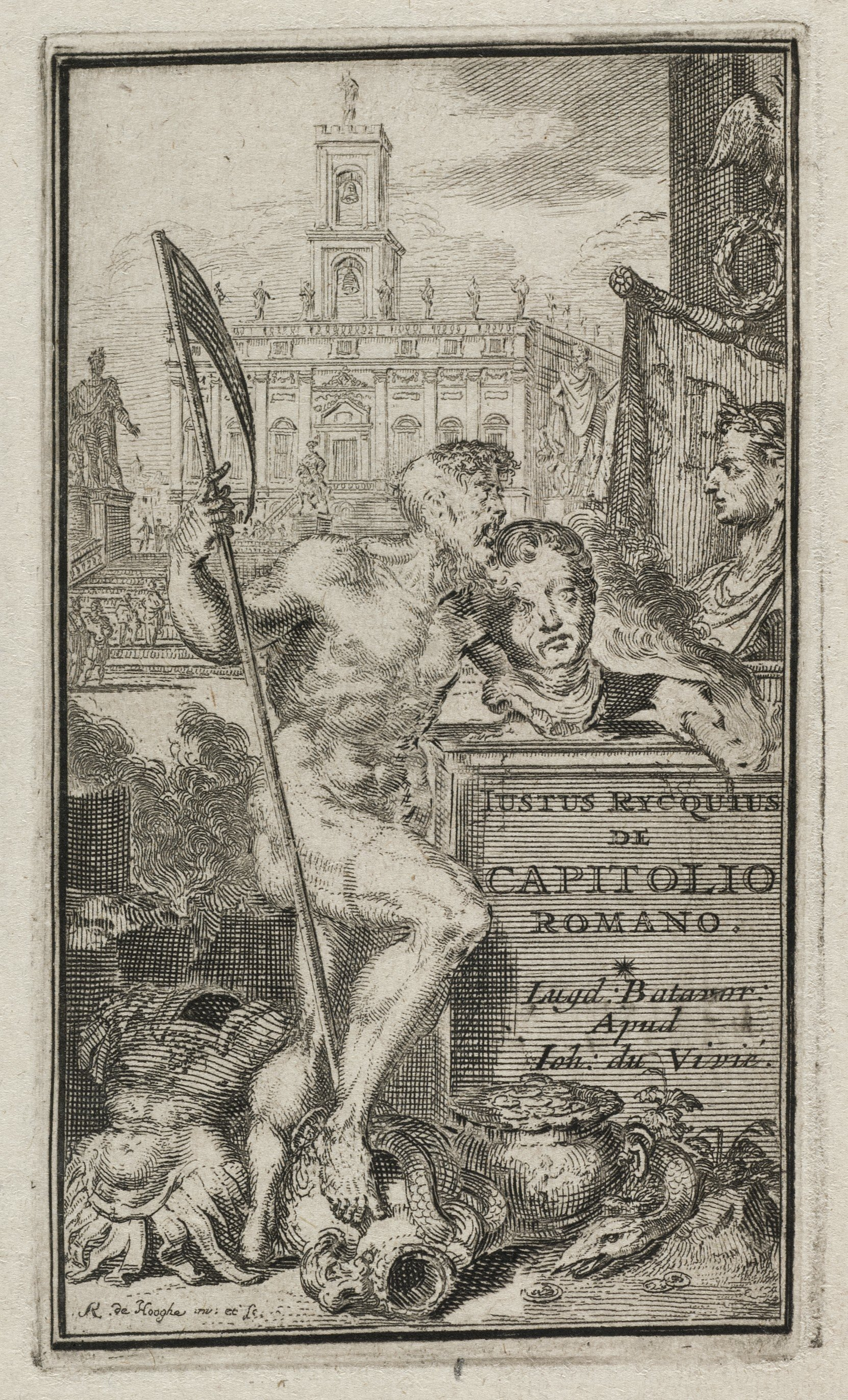
De Capitolio Romano, Lugduni Batavorum, apud Joh. du Vivié, 1696

On a de Rycquius des Vers, des Harangues, des Panégyriques, dont on trouvera les titres dans la Biblioth. Belgic. de Jean-François Foppens, pag. 788, et dans les Mémoires de Jean-Noël Paquot, III, 188 ; mais les seuls ouvrages qu’on recherche de lui sont :
- Primitiæ epistolicæ ad Italos et Belgos centuria prima, Cologne, 1610 ; – Centuria secunda, Louvain, 1615, 2 vol. in-8°.
- Syntagma de anni sæculari jubilæo et annis solemnibus diversarum nationum, Anvers, 1615, in-8°.
- De Capitolio Romano veteri commentarius, Gand, 1617, in-4°. ; Leyde, 1669, in-12, fig. : cette jolie édition est due à Jakob Gronovius. L’ouvrage est plein de recherches curieuses ; et l’abbé Nicolas Lenglet Du Fresnoy témoigne sa surprise qu’on ne l’ait pas inséré dans le Thesaur antiquit. Romanarum.